# Juan Camilo Restrepo Gómez
Juan Camilo Restrepo Gómez (Medellín, 9 de agosto de 1980) es un abogado, docente y político colombiano.
Fue el Alto Comisionado para la Paz y el Alto Consejero Presidencial para la Seguridad Nacional, durante el gobierno de Iván Duque. También fue alcalde encargado de Medellín, en mayo de 2022, tras la suspensión provisional de Daniel Quintero Calle; ocupó durante poco tiempo este puesto al ser suspendido del cargo por orden del Tribunal Administrativo de Antioquia. Ejerció también como alcalde encargado de Cúcuta, en junio de 2022, durante el proceso de destitución de Jairo Tomás Yáñez. Fue Viceministro de Desarrollo Rural, de 2020 a 2021, Viceministro del Interior, entre 2012 a 2014 y asesor legislativo del Ministerio de Defensa.

## Biografía
Camilo Restrepo Gómez, nació el 9 de agosto de 1980, en la ciudad colombiana de Medellín.
Es egresado de la Universidad Autónoma Latinoamericana con especialización en legislación tributaria.
En el sector privado fue presidente de Augura (Asociación de Bananeros de Colombia).

## Trayectoria política
Inicio su carrera política como asesor de la campaña de Sergio Fajardo en el año 2004 y fue asesor de la Alcaldía de Medellín entre 2004 y 2005 y, en el ámbito académico, se desempeñó como director del Consultorio Jurídico de la Corporación Universitaria de Ciencia y Desarrollo, y como docente de la Universidad Autónoma Latinoamericana.
Restrepo también fue candidato a la Cámara de Representantes por el Partido de la U en 2006 pero no obtuvo los votos suficientes. Fue director del Consultorio Jurídico de la Corporación Universitaria de Ciencia y Desarrollo en el mismo año. En 2019 se lanzó a la Gobernación de Antioquia con el aval del Partido Conservador y el apoyo de unos de los líderes del Grupo Empresarial Antioqueño, el empresario Manuel Santiago Mejía y el expresidente Andrés Pastrana. A pesar de los apoyos su votación apenas superó los 91 mil votos.

### Comisionado de Paz
El 24 de mayo de 2021, el presidente Iván Duque Márquez hizo el anuncio del nombramiento del alto Comisionado para la Paz, a través de su cuenta personal de Twitter. Dicho nombramiento causó polémica puesto que Augura, el gremio bananero del cual Restrepo había sido presidente aportó una millonaria suma a la campaña del "NO" para el plebiscito sobre los acuerdos de paz de Colombia de 2016. Según Restrepo el aporte del gremio a la campaña del "NO", no generaba conflicto de interés pues se hacía con la intención de "fortalecer la democracia". Igualmente se cuestionó que Restrepo hubiese justificado en años anteriores la participación de tres integrantes de la junta directiva de Agura con grupos paramilitares. Según contó el portal VerdadAbierta.com, el exjefe paramilitar Raúl Hasbún, alias "Pedro Bonito", habría señalado a los empresarios bananeros de financiar el Bloque Bananero de las Autodefensas Campesinas de Córdoba y Urabá a través de aportes a las Convivir. Restrepo indicó que para entonces las Convivir eran entidades legales y no podía inferirse que esos aportes fueran una fachada para canalizar recursos a grupos paramilitares.

### Alcalde encargado de Medellín
El 11 de mayo de 2022 fue designado por el presidente de la República Iván Duque, para suceder en el cargo de forma provisional al alcalde de Medellín, Daniel Quintero, luego de la decisión de la procuradora general de la nación Margarita Cabello Blanco, en suspenderlo de sus funciones durante un plazo de tres meses.
El 27 del mismo mes, Restrepo también es suspendido del cargo provisional por orden del Tribunal Administrativo de Antioquia, tras una demanda alegando que viola la Ley 1617 de 2013, que establece que: “en todos los casos en que corresponda al presidente designar el reemplazo del alcalde, deberá escoger a un ciudadano que pertenezca al mismo partido o movimiento político del titular”. Sin embargo siguió ejerciendo como Alcalde (ad hoc) hasta el nombramiento de una sucesora del partido del alcalde suspendido Daniel Quintero Calle.